# Iliass Ayanou
Iliass Ayanou, né le 3 mai 1995 à Amsterdam, est un joueur international néerlandais de futsal.

## Biographie
Iliass Ayanou naît le 3 mai 1995 à Amsterdam de parents marocains.
En 2016, il fait ses débuts professionnels au plus haut niveau du futsal aux Pays-Bas, avec le club amstellodamois de l'ASV Lebo.
Le 28 mai 2016, à l'occasion du derby amstellodamois face au ZVV 't Knooppunt, il inscrit un penalty historique qui fera de l'ASV Lebo les champions des Pays-Bas de la saison 2015-16.
Ses prestations lui valent une convocation en équipe des Pays-Bas le 1er février 2018, face à la Turquie.

## Palmarès
- Eredivisie (1)
  - Vainqueur : 2016[3]